# شون غارنيه
أرنود غارنيه أو اسمه الأشهر سيان غارنيه (Séan Garnier) ولد في فرنسا في 18 يونيو 1984. هو لاعب كرة قدم استعراضية فرنسي. بدأ كلاعب في فريقي Auxerre and Troyes. لكن الاصابات وضعت حدا لمسيرنه المهنية. فاز ببطولة العالم «ريد بول ستريت ستايل 2008» في ساو باولو البرازيل في عام 2008 MAI 2002.

## جوائز
(Selective)
- 2008: بطولة- ريد بول ستريت ستايل (ساو باولو)
- 2009: بطولة- French Freestyle
- 2010: بطولة- French Freestyle
- 2010: المركز الأول - Styllball Beach Style (دبي)
- 2012: بطولة- French Freestyle

## روابط خارجية
- Facebook